# Malá Lodina
Malá Lodina (in ungherese Kisladna) è un comune della Slovacchia facente parte del distretto di Košice-okolie, nella regione di Košice.